# Джефферсон (округ, Оклахома)
Округ Джефферсон (англ. Jefferson County) располагается в США, штате Оклахома. По состоянию на 2010 год, численность населения составляла 6 472 человека. Получил своё название по имени третьего президента США Томаса Джефферсона.

## География
По данным Бюро переписи США, общая площадь округа равняется 2 004 км², из которых 1 965 км² суша и 39 км² или 1,95 % это водоёмы.

### Соседние округа
- Стивенс (Оклахома) — север
- Картер (Оклахома) — северо-восток
- Лов (Оклахома) — восток
- Монтейг (Техас) — юг
- Клей (Техас) — юго-запад
- Коттон (Оклахома) — запад

## Демография
По данным переписи населения 2000 года в округе проживает 6 818 жителей в составе 2 716 домашних хозяйств и 1 863 семей. Плотность населения составляет 3 человека на км². На территории округа насчитывается 3 373 жилых строений, при плотности застройки 2 строений на км². Расовый состав населения: белые — 87,14 %, афроамериканцы — 0,69 %, коренные американцы (индейцы) — 5,24 %, азиаты — 1,13 %, гавайцы — 0,03 %, представители других рас — 2,86 %, представители двух или более рас — 2,92 %. Испаноязычные составляли 7,01 % населения.
В составе 29,20 % из общего числа домашних хозяйств проживают дети в возрасте до 18 лет, 55,60 % домашних хозяйств представляют собой супружеские пары проживающие вместе, 9,20 % домашних хозяйств представляют собой одиноких женщин без супруга, 31,40 % домашних хозяйств не имеют отношения к семьям, 28,80 % домашних хозяйств состоят из одного человека, 15,40 % домашних хозяйств состоят из престарелых (65 лет и старше), проживающих в одиночестве. Средний размер домашнего хозяйства составляет 2,38 человека, и средний размер семьи 2,92 человека.
Возрастной состав округа: 24,00 % моложе 18 лет, 7,20 % от 18 до 24, 25,40 % от 25 до 44, 23,30 % от 45 до 64 и 20,10 % от 65 и старше. Средний возраст жителя округа 40 лет. На каждые 100 женщин приходится 94,70 мужчин. На каждые 100 женщин старше 18 лет приходится 93,80 мужчин.
Средний доход на домохозяйство в округе составлял 23 674 USD, на семью — 30 563 USD. Среднестатистический заработок мужчины был 25 195 USD против 16 589 USD] для женщины. Доход на душу населения был 12 899 USD. Около 16,30 % семей и 19,20 % общего населения находились ниже черты бедности, в том числе — 23,30 % молодёжи (тех кому ещё не исполнилось 18 лет) и 18,40 % тех кому было уже больше 65 лет.